# Виш (Франция)
Виш (фр. Wisches) — коммуна на северо-востоке Франции в регионе Гранд-Эст (бывший Эльзас — Шампань — Арденны — Лотарингия), департамент Нижний Рейн, округ Мольсем, кантон Мюциг. До марта 2015 года коммуна административно входила в состав упразднённого кантона Ширмек (округ Мольсем).
Площадь коммуны — 19,25 км², население — 2147 человек (2006) с тенденцией к стабилизации: 2121 человек (2013), плотность населения — 110,2 чел/км².

## Население
Население коммуны в 2011 году составляло 2170 человек, в 2012 году — 2145 человек, а в 2013-м — 2121 человек.
| 1962 | 1968 | 1975 | 1982 | 1990 | 1999 | 2006 | 2008 | 2011 | 2012 | 2013 |
| ---- | ---- | ---- | ---- | ---- | ---- | ---- | ---- | ---- | ---- | ---- |
| 1602 | 1518 | 1576 | 1719 | 1655 | 2017 | 2147 | 2184 | 2170 | 2145 | 2121 |

Динамика населения:

## Экономика
В 2010 году из 1407 человек трудоспособного возраста (от 15 до 64 лет) 1067 были экономически активными, 340 — неактивными (показатель активности 75,8 %, в 1999 году — 73,8 %). Из 1067 активных трудоспособных жителей работали 998 человек (526 мужчин и 472 женщины), 69 числились безработными (23 мужчины и 46 женщин). Среди 340 трудоспособных неактивных граждан 97 были учениками либо студентами, 141 — пенсионерами, а ещё 102 — были неактивны в силу других причин.

## Достопримечательности (фотогалерея)

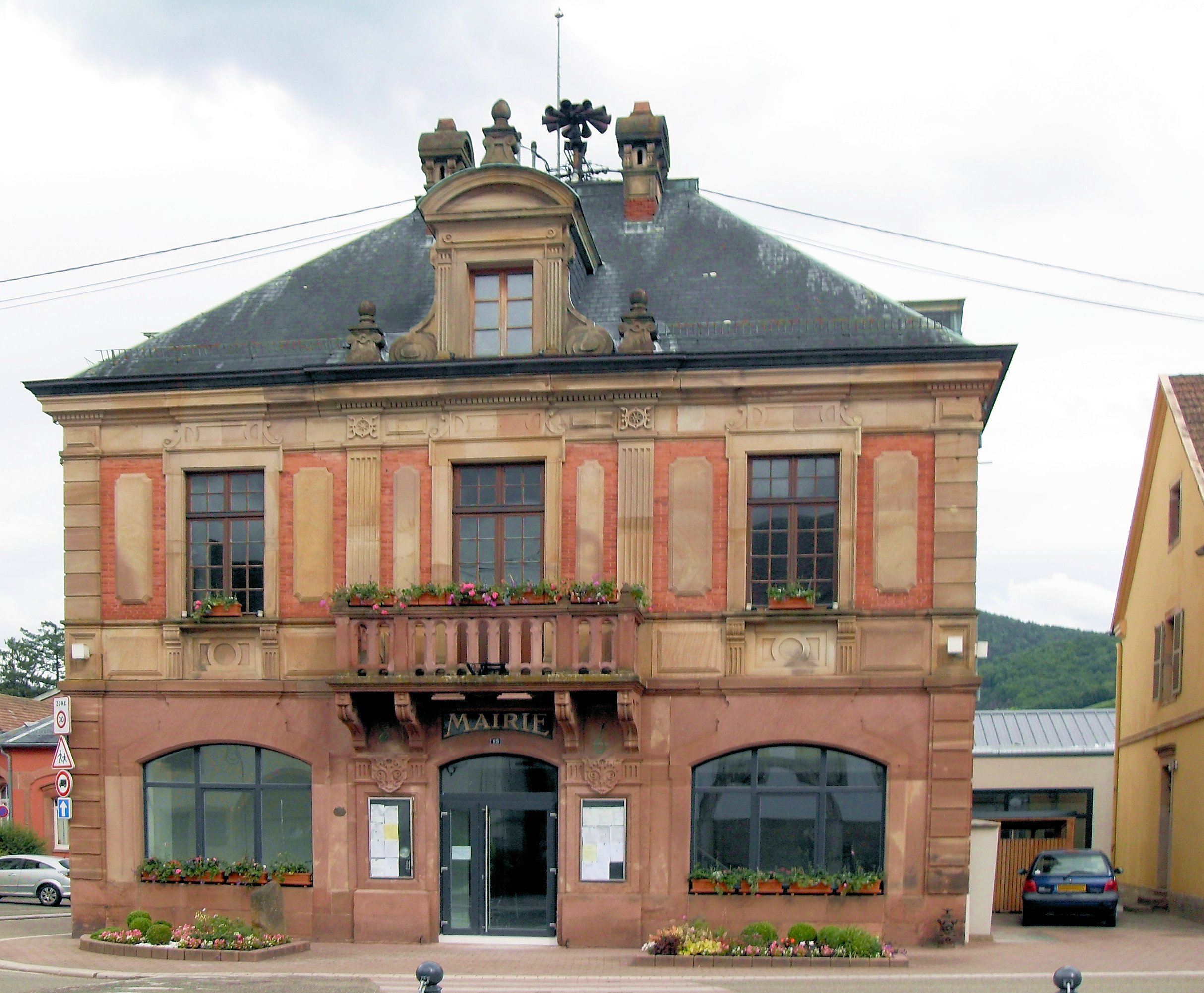
Здание мэрии
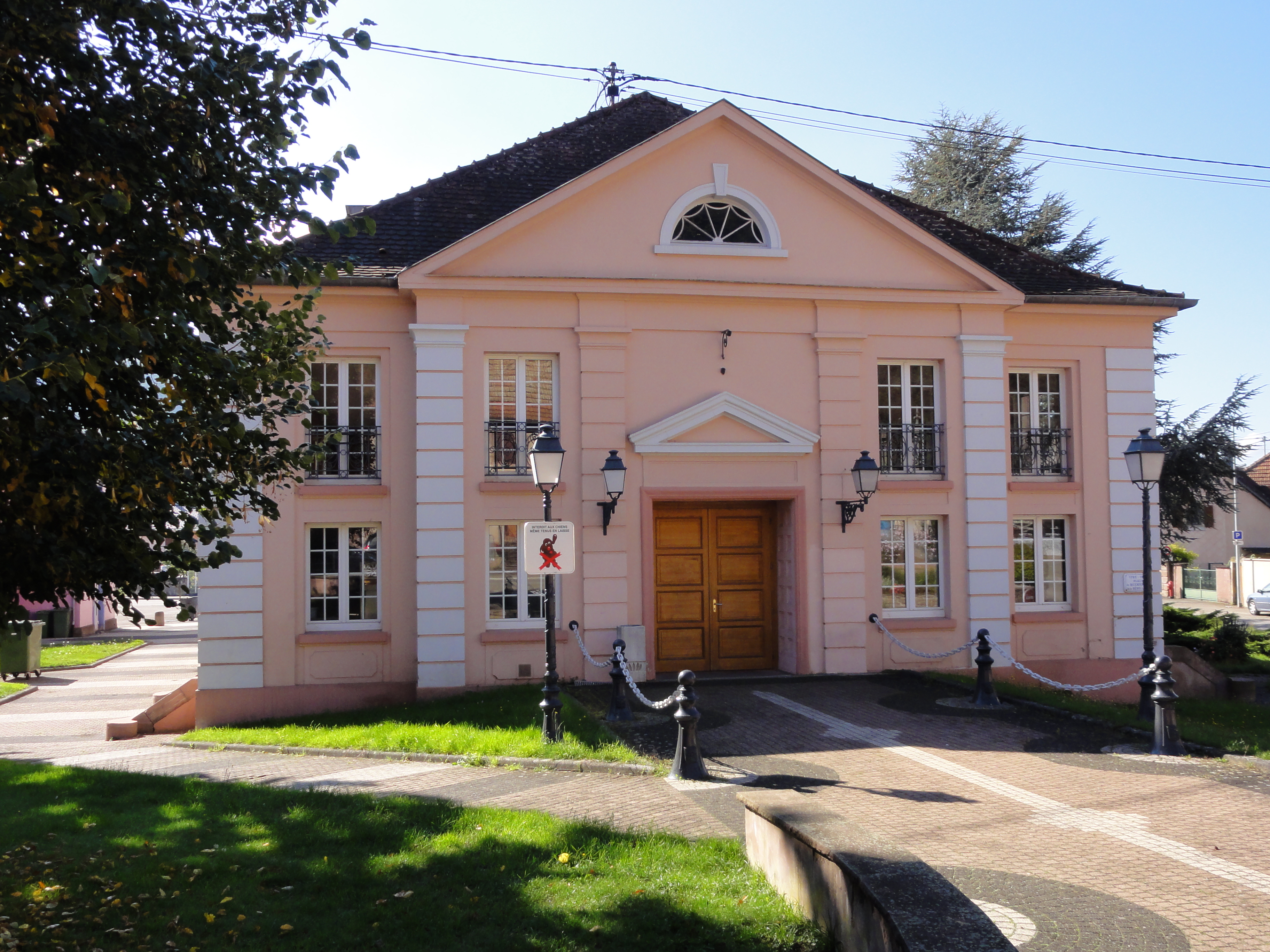
Зал торжественных событий на площади Спорта, 3
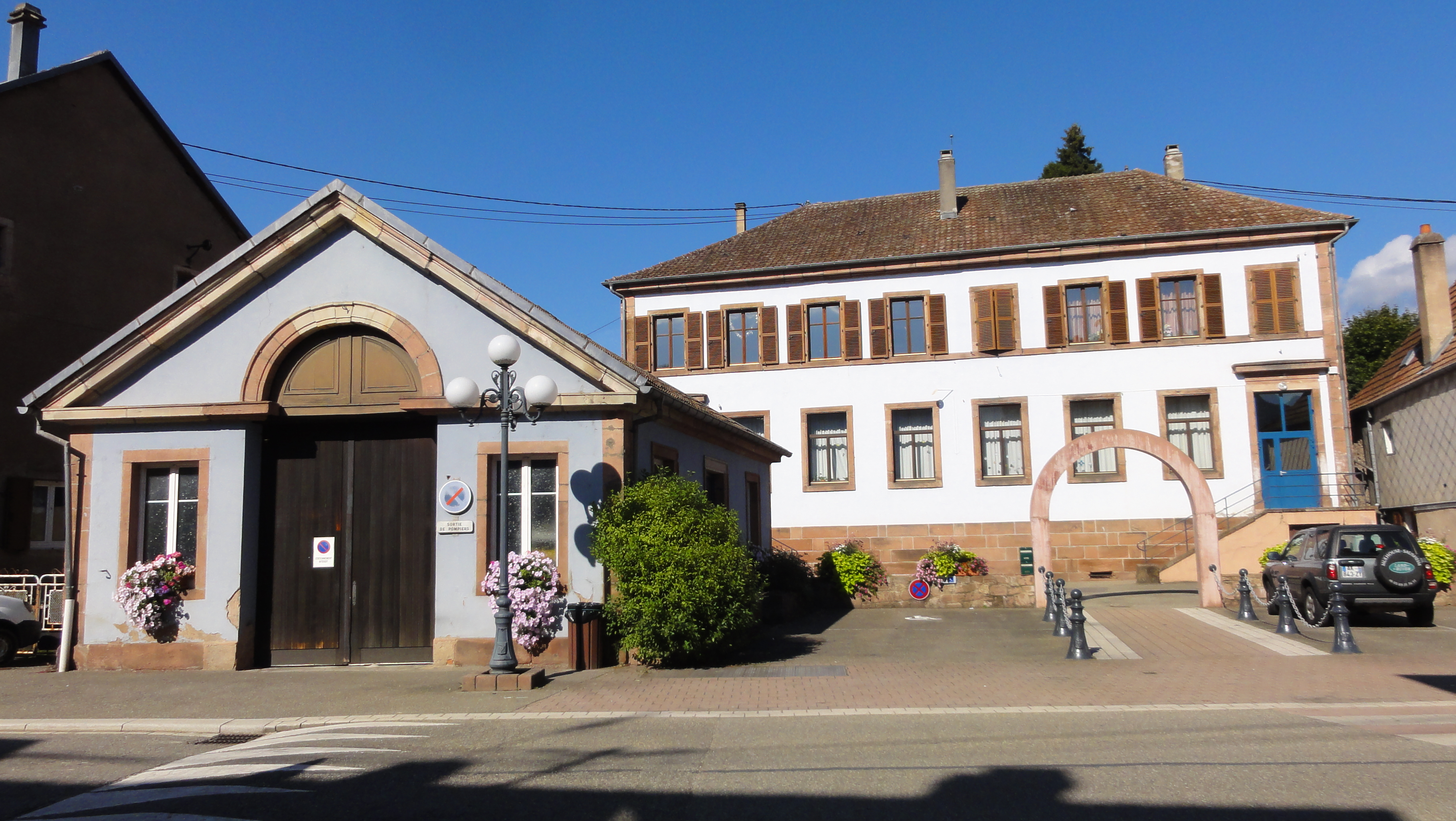
Школа и гараж пожарных
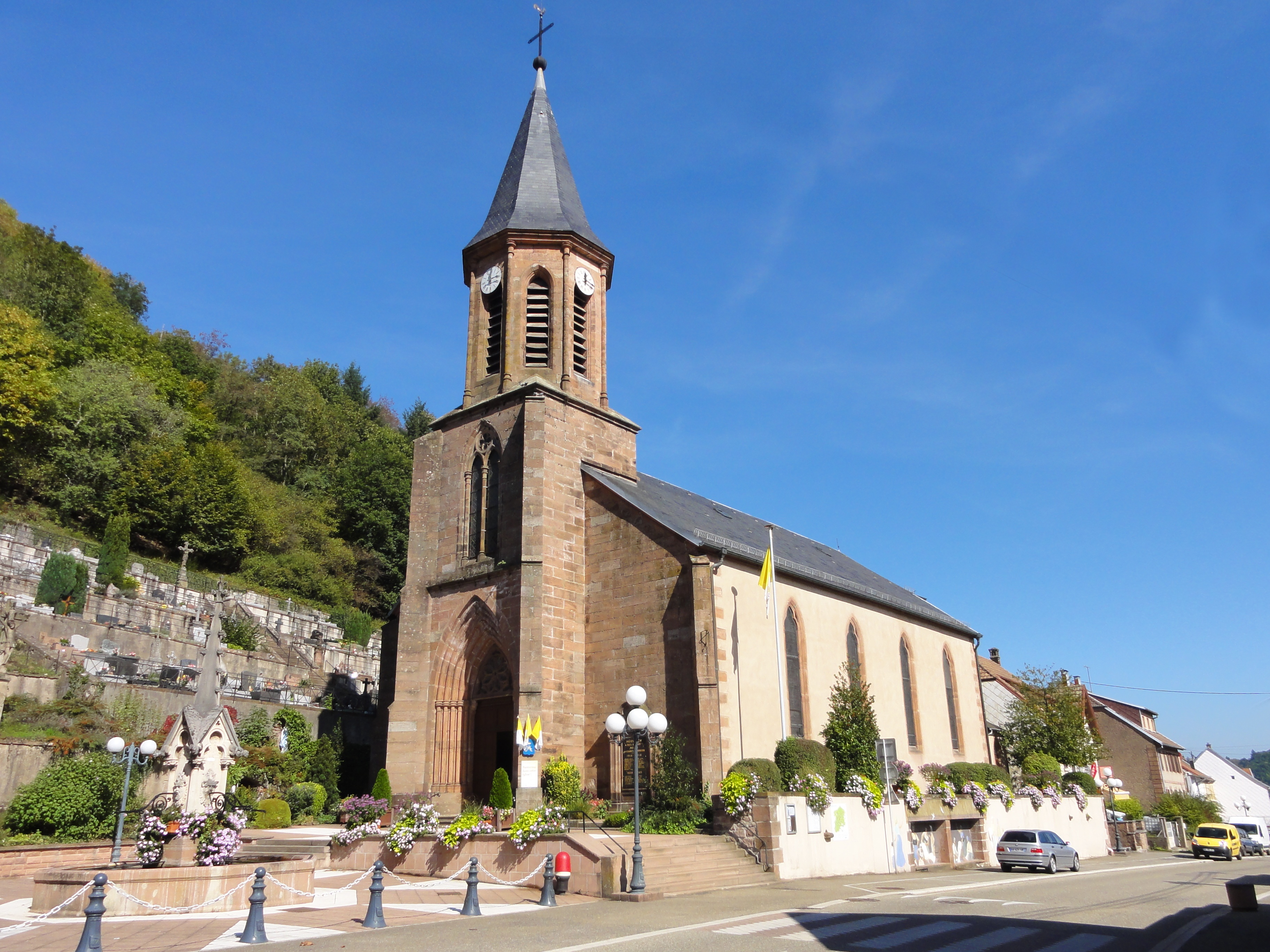
Церковь Непорочного зачатия
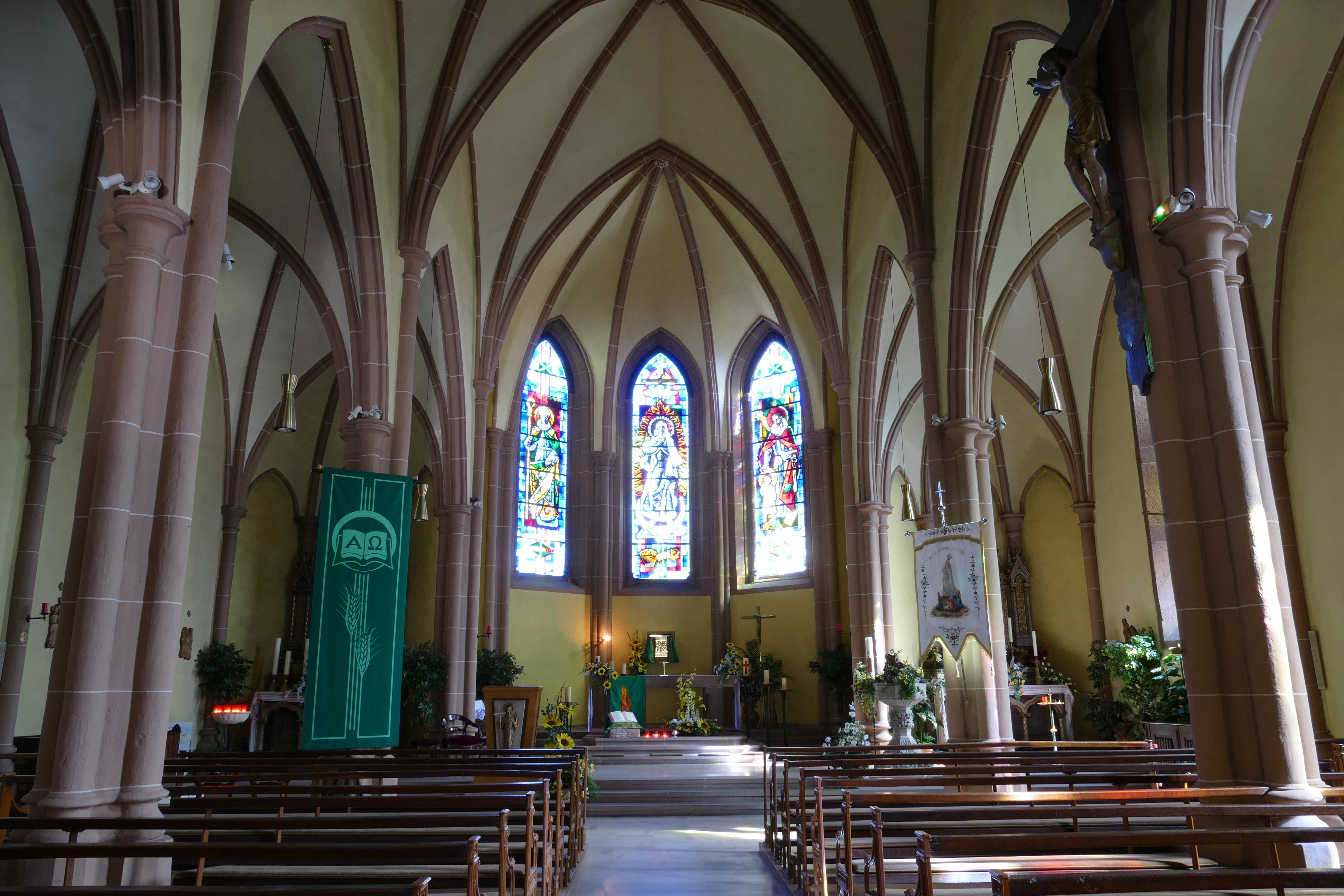
Интерьер, вид на алтарь
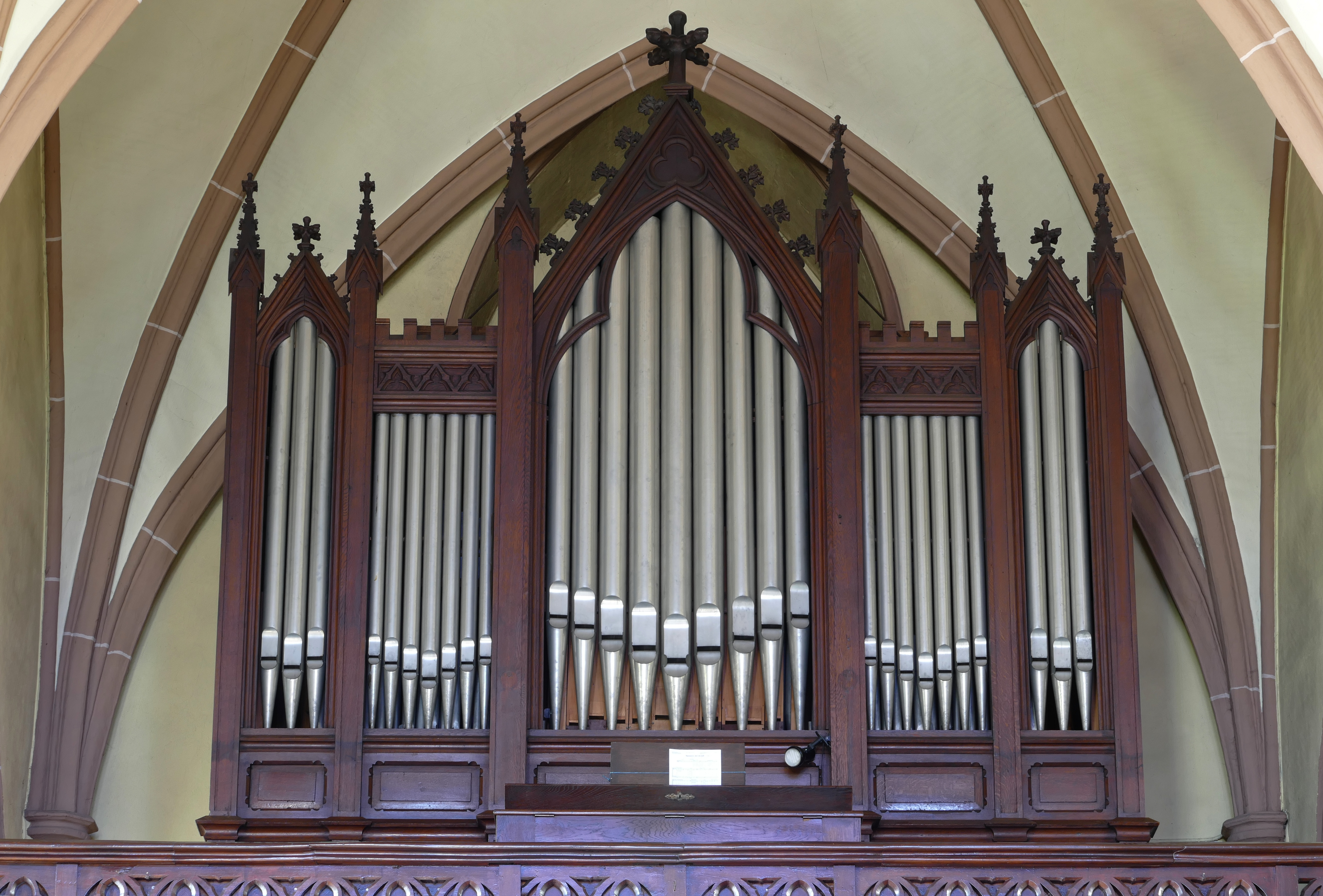
Орган
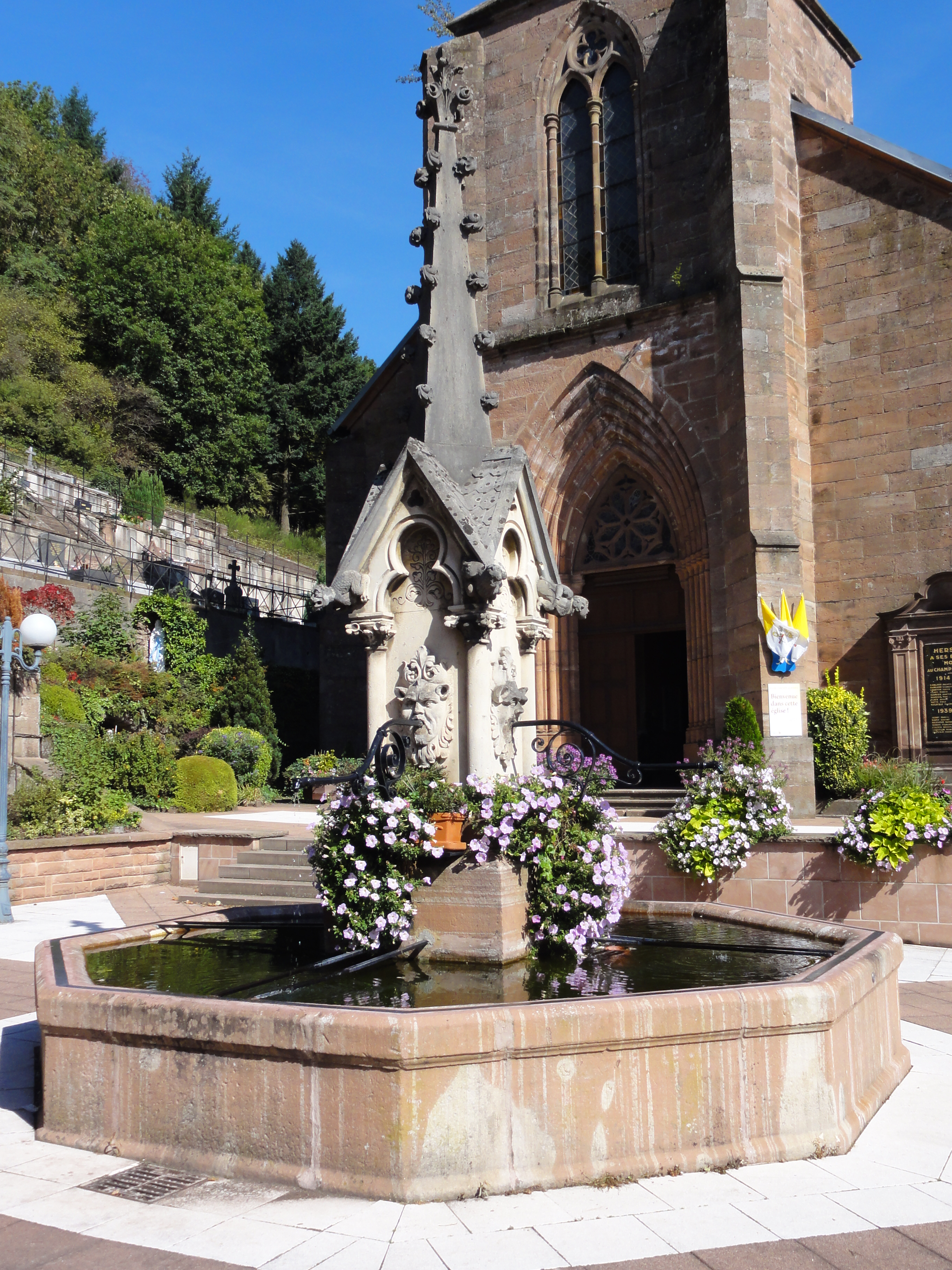
Фонтан перед церковью
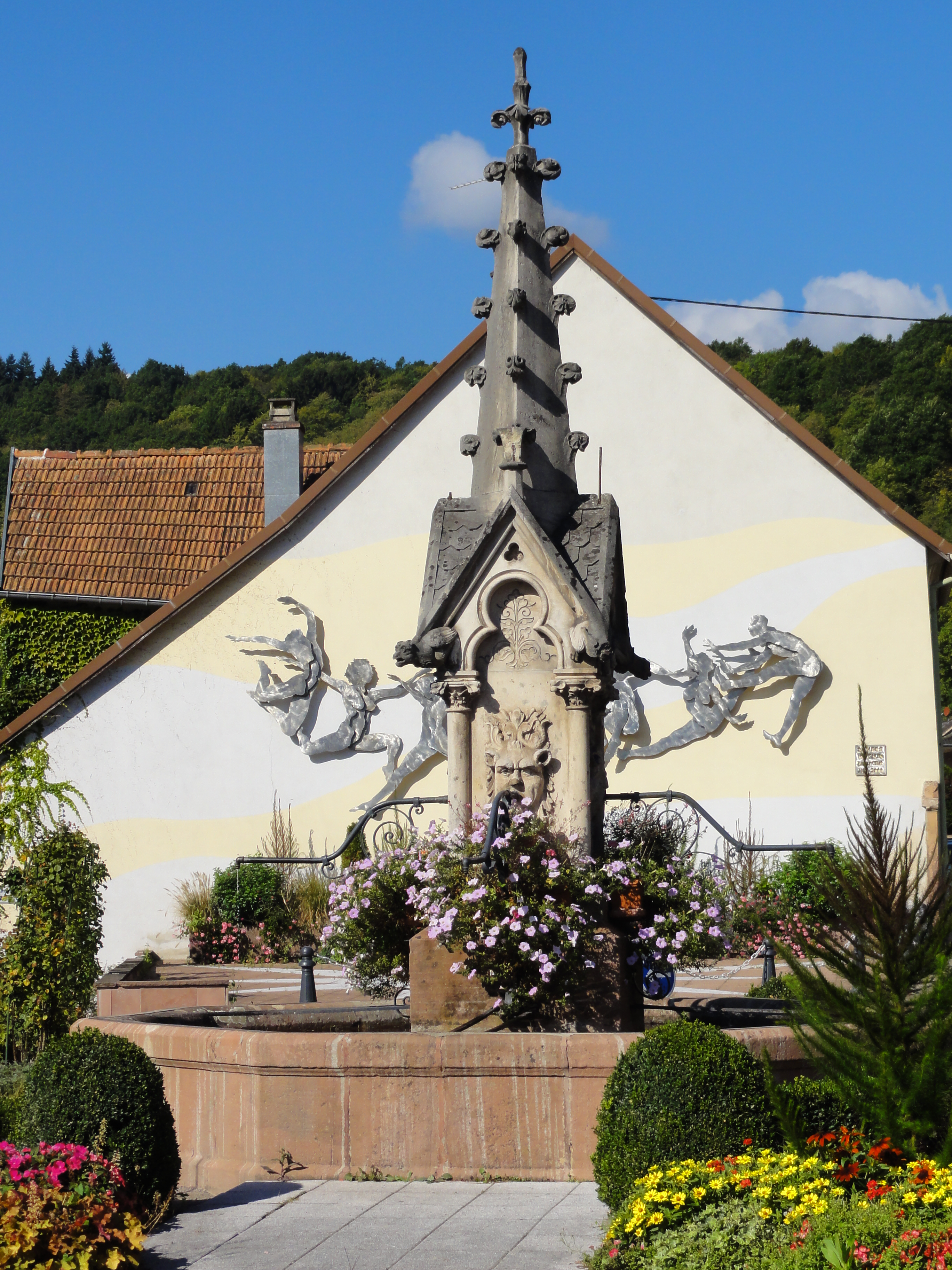
Фонтан
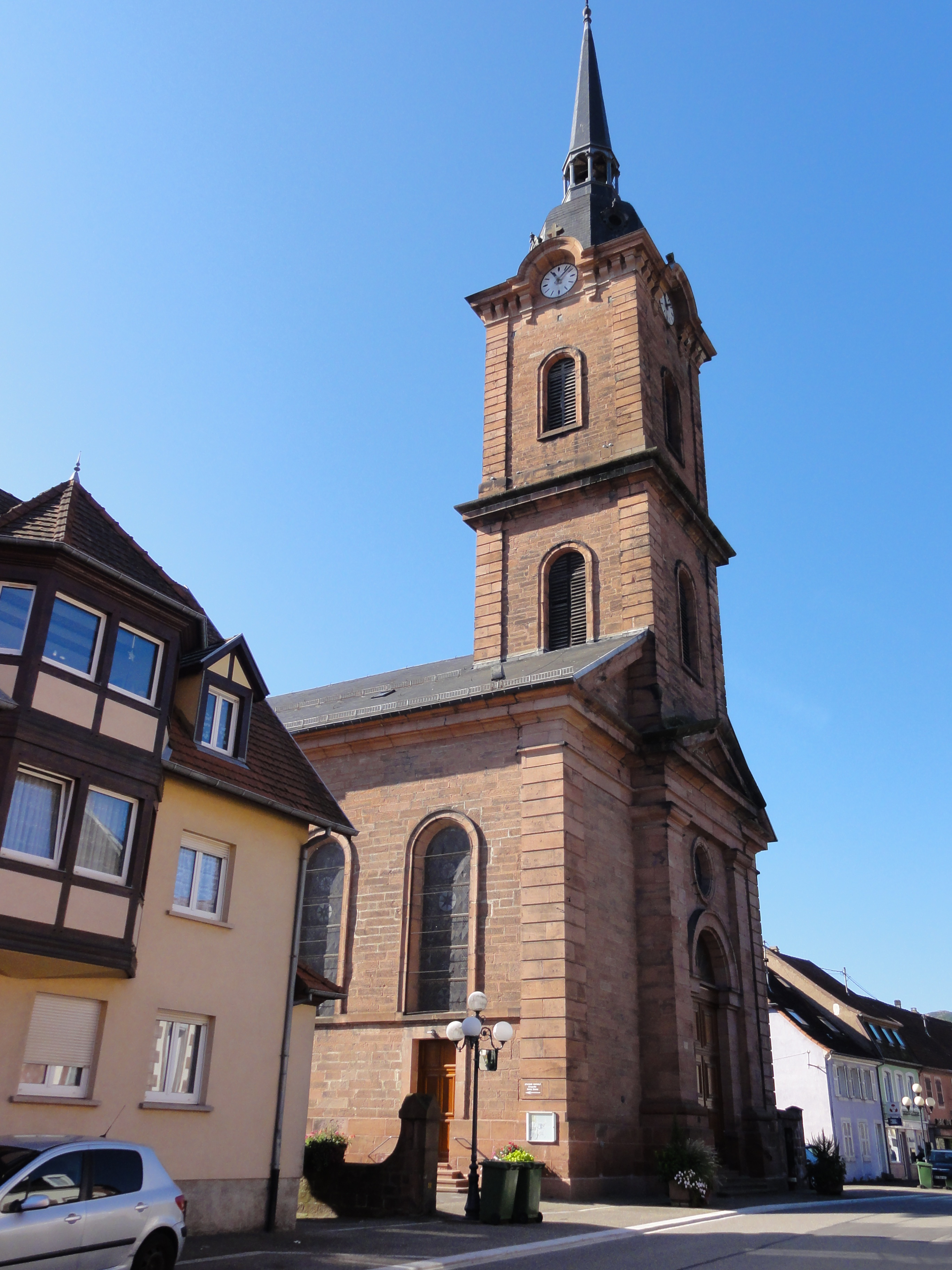
Церковь Сен-Мишель
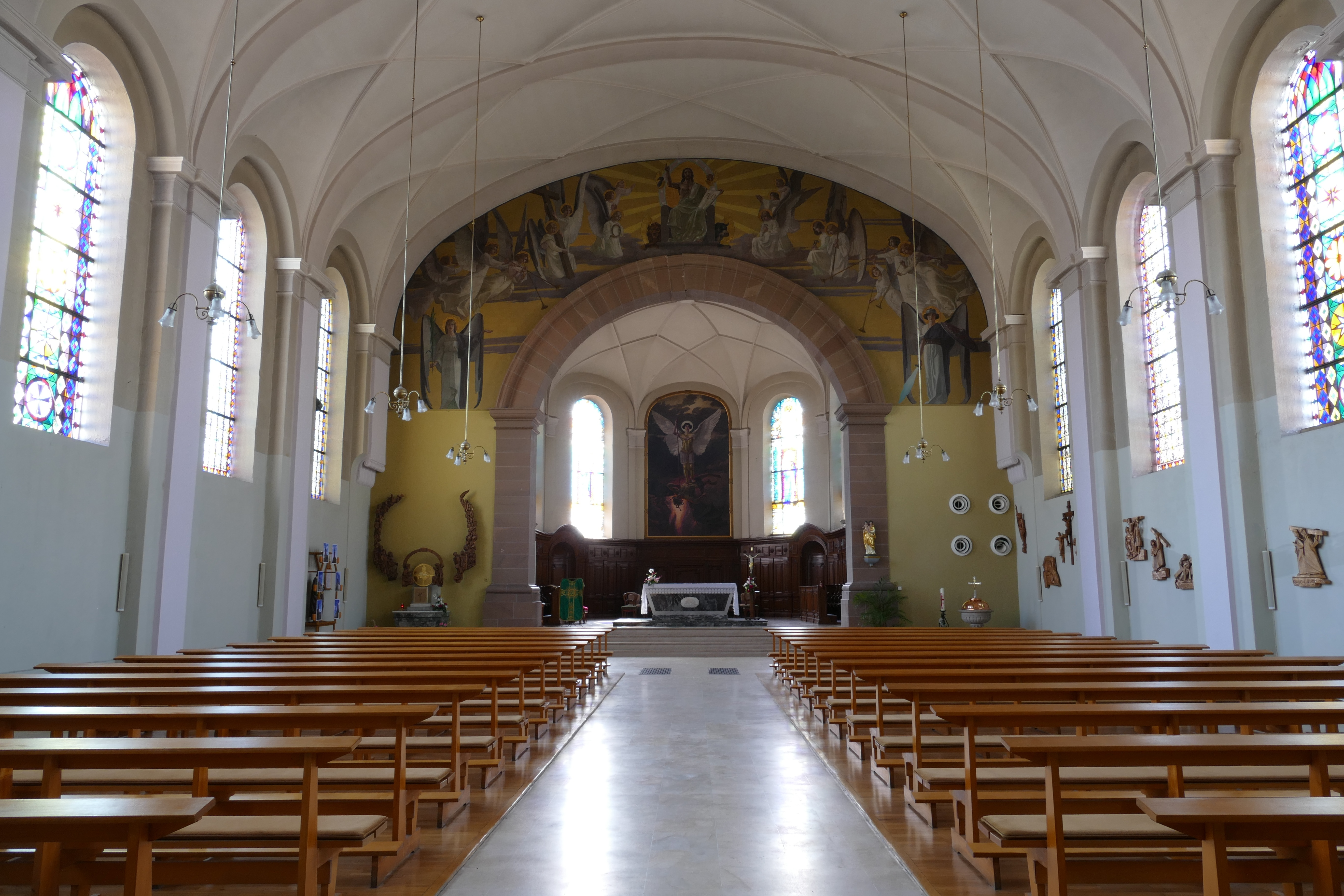
Интерьер, вид на алтарь
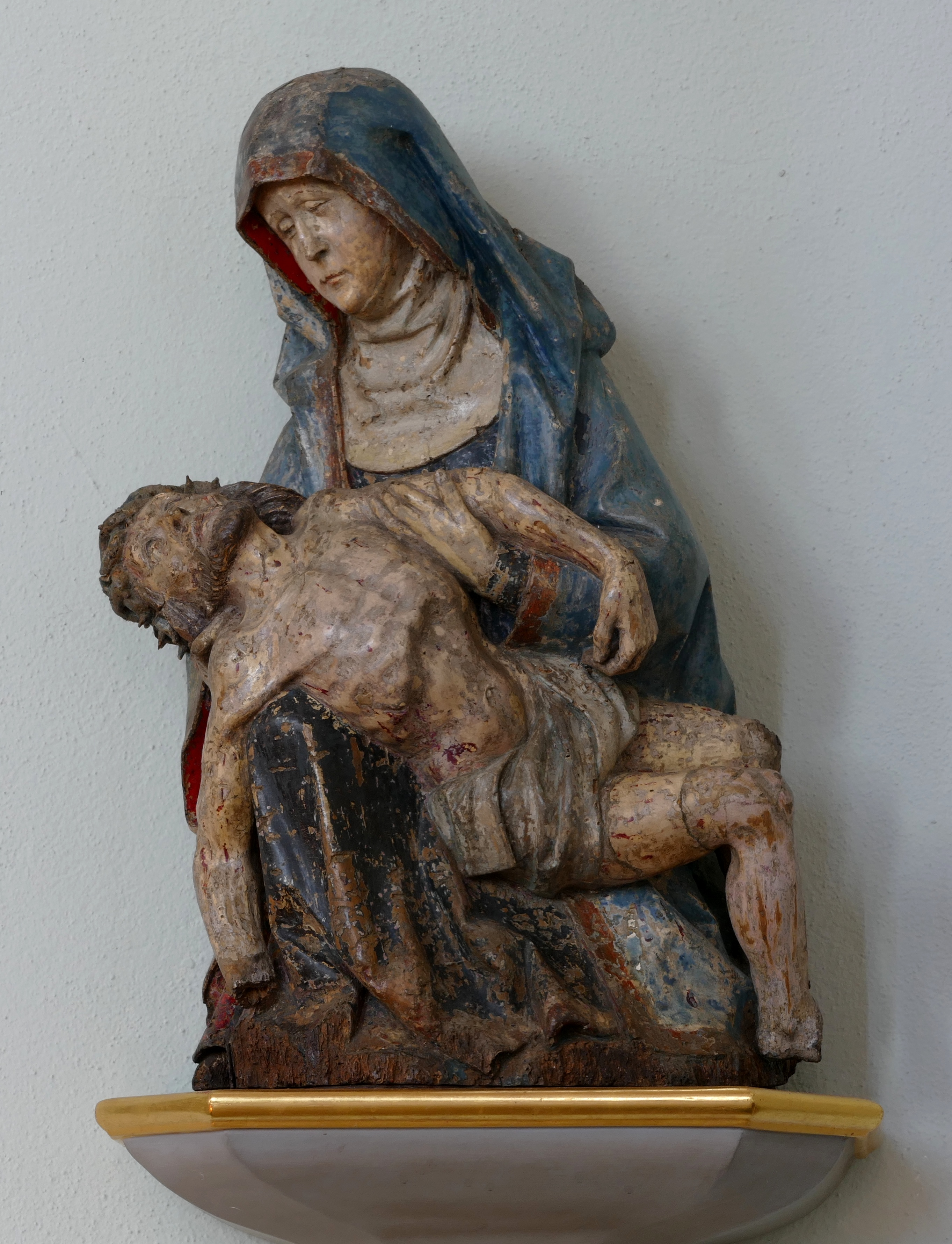
Статуя в алтаре
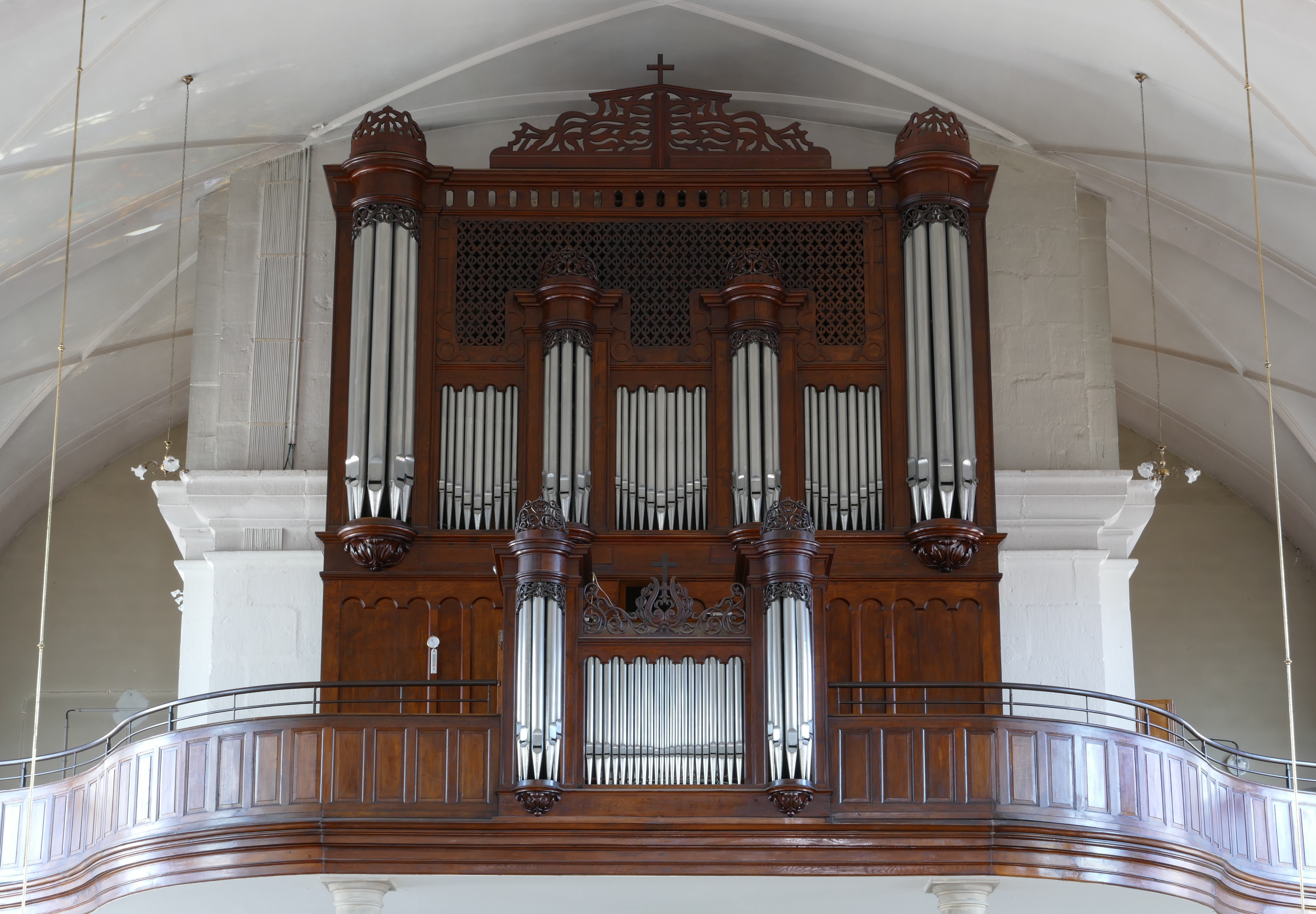
Орган
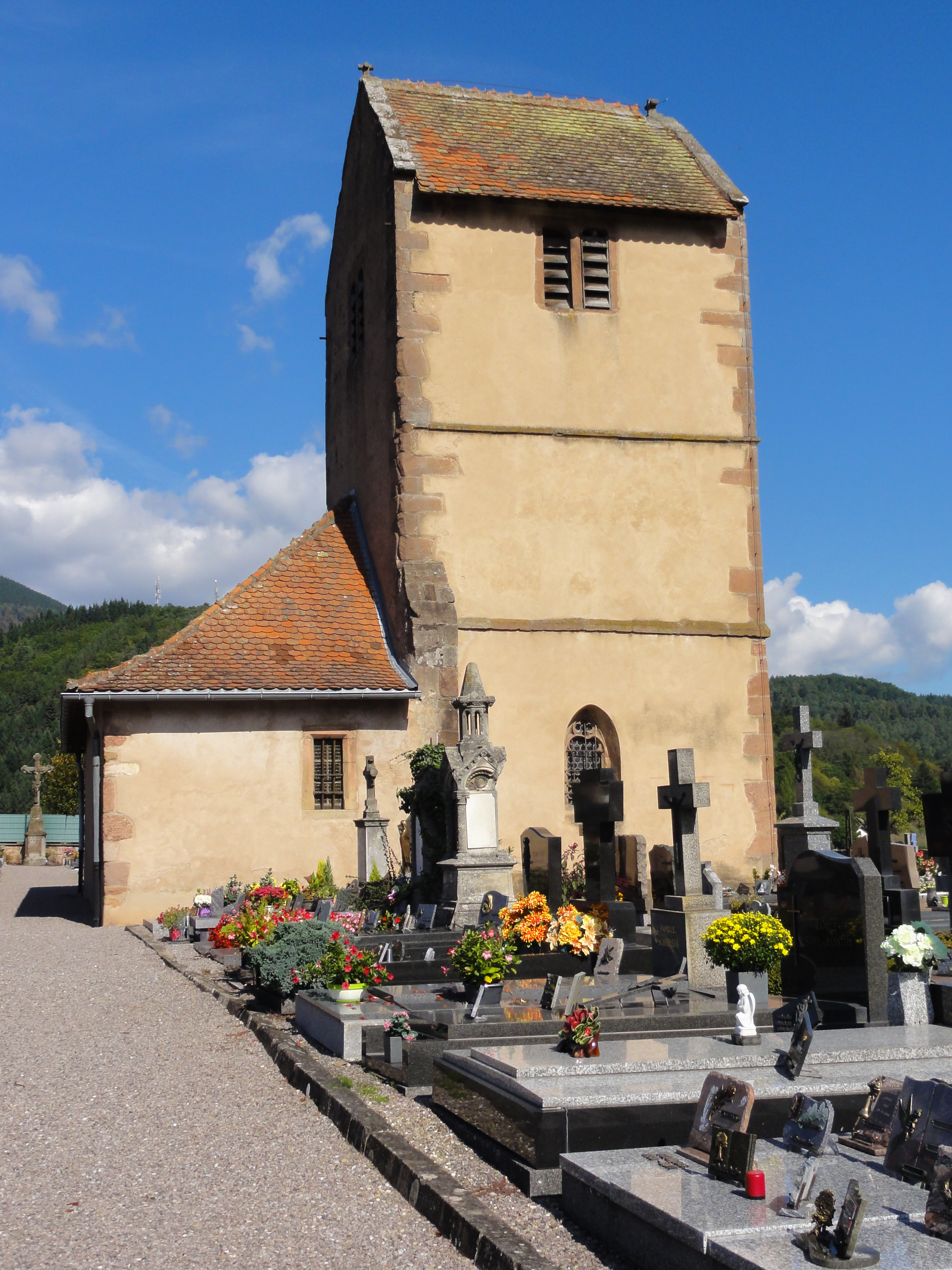
Старая церковь святого Антония
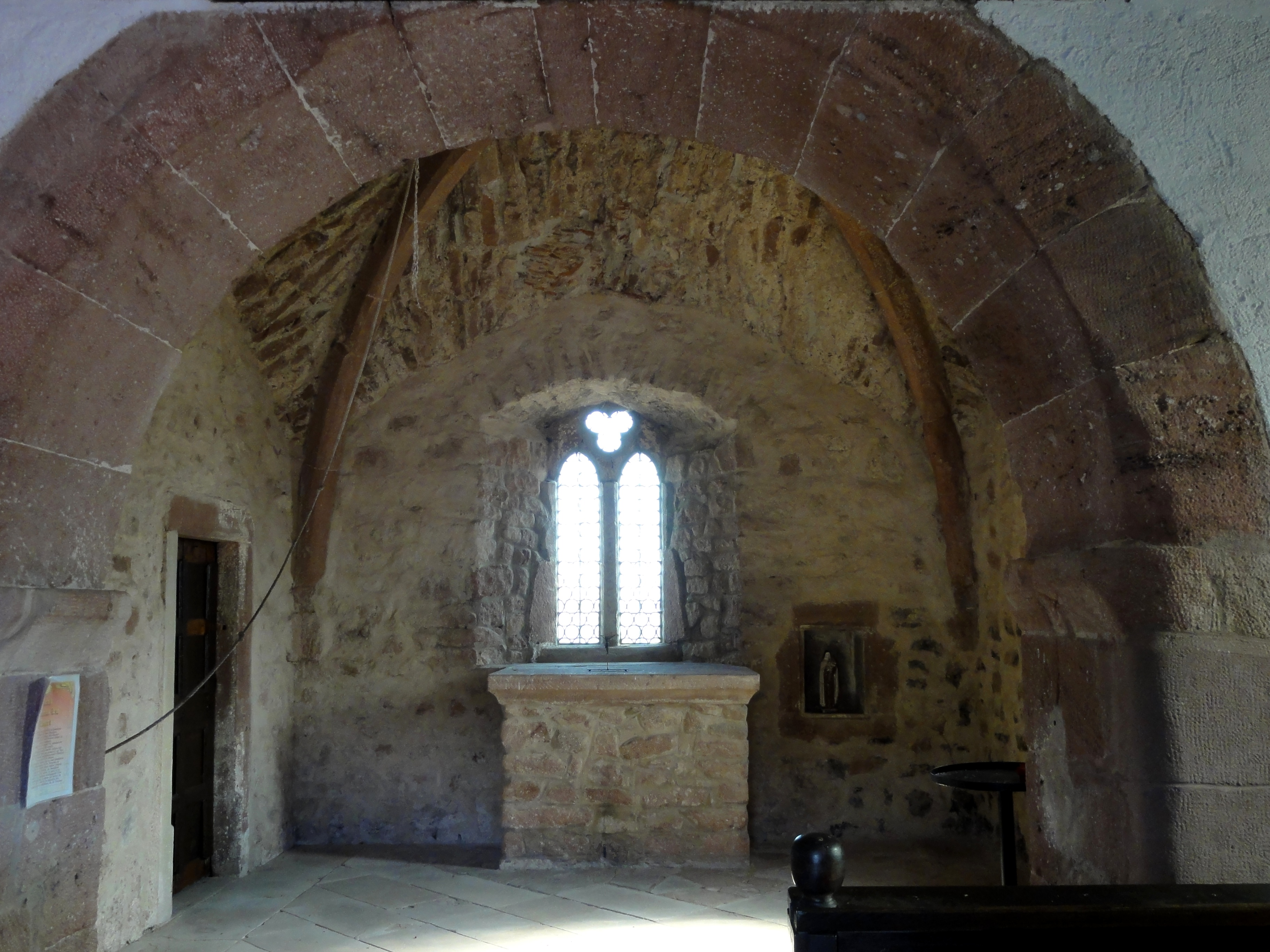
Интерьер церкви святого Антония
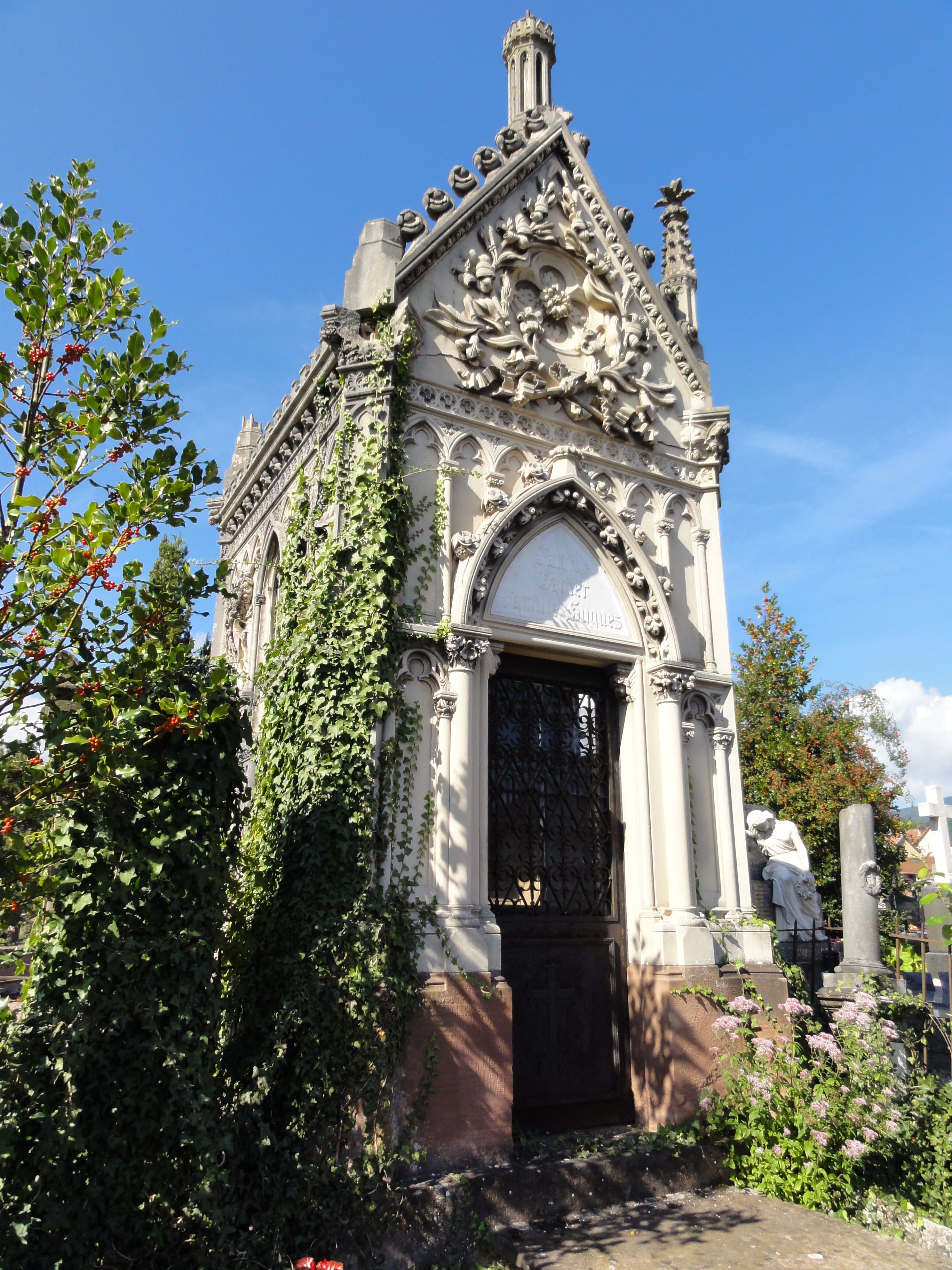
Часовня (фамильный склеп)